# Dalpilen
Dalpilen var en svensk dagstidning, utgiven i Falun 1854-1942.
Dalpilen grundades av lantmästaren J.S.W Cronberg och blev snabbt en stark konkurrent till Tidning för Falu Län och Stad. Redan 1855 övertogs den av boktryckaren Frans Ludvig Schmidt, som värvade konkurrentens gamle redaktör Johan Magnus Bergman som krönikör. Genom inköp av Bohmans tryckeri 1857 blev Schmidt ägare även till konkurrenttidningen, men i stället för att slå ihop tidningar valde han att "konkurrera med sig själv", och de båda tidningarna fick olika profil. Han efterträddes av Carl Felix Murelius, som sålde de båda tidningarna och tryckeriet till Adalrik Steffenburg. Under mellankrigstiden drabbades dock tidningen av ekonomiska problem, 1942 slogs den samman med Tidning för Falu län och Stad (sedan 1926 med namnet Falu länstidning) till Falu Länstidning Dalpilen, namnet ändrades 1946 till Länstidningen och 1948 lades den ned.